# 第134师团
第134师团（Dai-hyakusanjūyon Shidan）是日本帝国陆军的一个步兵师团。它的代号是勾玉兵团（Magatama Heidan） 。该师团于1945年7月10日在佳木斯组建。师团的核心是第十四边防大队、富锦卫戍部队和第78独立混成旅。

## 行动
师团组建于1945年7月30日完成。 最初该师团隶属第5军，但在1945年8月9日苏联入侵满洲开始时被重新分配到第1军。关东军司令部估计该师战斗力为15%。 
由于松花江的阵地形同虚设，第134师团经过几次小规模战斗后开始撤退到方正县。自1945年8月11日起第134师团由于无线电故障而失联。
第134师团于1945年8月25日解除武装，在短暂的战役中该师团有471人丧生。尽管损失很小，但该师团指挥非常混乱，以至于在撤退过程中损失了三分之一的战斗力。 
1945年9月26日，第134师团的大多数战俘被带到哈巴罗夫斯克附近的苏联劳改营。